# Zuidelijke Rätische Alpen
De Zuidelijke Rätische Alpen zijn een deel van de Zuidelijke Kalkalpen dat zich grotendeels ten oosten en ten zuiden van de Ortler - de hoogste berg van het gebied - bevindt. Het gros van de bergketens bevindt zich in Zuid-Tirol.
De Zuidelijke Rätische Alpen omvatten volgende groepen:
- Ortlergroep
  - Ortler-Cevedale-groep, ten noordoosten van de Gaviapas
  - Sobretta-Gavia-groep, ten westen van de Gaviapas
- Nonsberggroep (It: Alpi della Val di Non), ten oosten van de Hofmahdjoch dan wel de Passo di Rabbi
- Adamello-Presanella Alpen, ten zuiden van de Passo del Tonale
- Brenta Dolomieten, ten oosten van de Adamello-Presanella Alpen

## Ligging
Aan de noordzijde en de oostzijde worden de Zuidelijke Rätische Alpen begrensd door de vallei van Etsch (Adige). Aan de overzijde liggen de Oostelijke Rätische Alpen (aan de noordzijde) en de Dolomieten (aan de oostzijde).
Ten noordwesten van de Zuidelijke Rätische Alpen liggen de Westelijke Rätische Alpen. De grens is niet duidelijk bepaald. De Umbrailgroep met de Piz Murtaröl wordt doorgaans tot de Zuidelijke Rätische Alpen gerekend, maar in de Zwitserse indeling wordt deze tot de Graubunder Alpen gerekend en niet tot het Ortlermassief. Indien deze tot de Zuidelijke Rätische Alpen gerekend wordt, ligt de grens met de Westelijke Rätische Alpen (Livigno Alpen en Sesvennamassief) in het Valle di Fraèle, bij de Fraelepas, het Val del Gallo, de Ofenpas en het Val Müstair.